# 南亞百髮蘚
南亞百髮蘚（学名：Leucobryum neilgherrense）为白髮蘚科白髮蘚屬下的一个种。

## 扩展阅读
- 維基物種上的相關：南亞百髮蘚